# Circumscripció proporcional de Hokuriku-Shin'etsu
La Circumscripció proporcional de Hokuriku-Shin'etsu o bloc proporcional de Hokuriku-Shin'etsu (japonès: 比例北陸信越ブロック, Hirei Hokuriku-Shin'etsu burokku) és una de les onze circumscripcions electorals de representació proporcional de la Cambra de Representants del Japó, a la Dieta Nacional del Japó. El seu àmbit son les prefectures de Ishikawa, Fukui, Niigata, Nagano i Toyama. A partir de l'introducció del vot proporcional, el districte va elegir tretze diputats en les eleccions de 1996. Des de les eleccions del 2000, va estar representat per onze. El 2024 es va reduir fins els 10 representants.

## Representants
| Candidatura          | Candidatura                      | Candidatura | 1996 | 2000 | 2003 | 2005 | 2009 | 2012 | 2014 | 2017 | 2021 | 2024 |
| -------------------- | -------------------------------- | ----------- | ---- | ---- | ---- | ---- | ---- | ---- | ---- | ---- | ---- | ---- |
|                      | Partit Liberal Democràtic        | PLD         | 5    | 4    | 5    | 5    | 4    | 4    | 5    | 5    | 6    | 4    |
|                      | Partit Democràtic Constitucional | PDC         | -    | -    | -    | -    | -    | -    | -    | 2    | 3    | 3    |
|                      | Partit Democràtic Popular        | PDP         | -    | -    | -    | -    | -    | -    | -    | -    | 0    | 1    |
|                      | Kōmeitō                          | KMT         | -    | 1    | 1    | 1    | 1    | 1    | 1    | 1    | 1    | 1    |
|                      | Partit Comunista del Japó        | PCJ         | 1    | 1    | 0    | 0    | 0    | 0    | 1    | 1    | 0    | 0    |
|                      | Nippon Ishin no Kai              | Ishin       | -    | -    | -    | -    | -    | 3    | 1    | 0    | 1    | 1    |
|                      | Partit Socialdemòcrata           | PSD         | 1    | 1    | 0    | 0    | 0    | 0    | 0    | 0    | 0    | 0    |
| Partits desapareguts |                                  |             |      |      |      |      |      |      |      |      |      |      |
|                      | Partit Democràtic                | PD          | 2    | 3    | 5    | 4    | 6    | 2    | 3    | -    | -    | -    |
|                      | Partit de la Nova Frontera       | PNF         | 4    | -    | -    | -    | -    | -    | -    | -    | -    | -    |
|                      | El Vostre Partit                 | VP          | -    | -    | -    | -    | 0    | 1    | -    | -    | -    | -    |
|                      | Nou Partit del Poble             | NPP         | -    | -    | -    | 1    | 0    | 0    | -    | -    | -    | -    |
|                      | Partit Liberal                   | PL          | -    | 1    | -    | -    | -    | -    | -    | -    | -    | -    |
|                      | Partit de l'Esperança            | PE          | -    | -    | -    | -    | -    | -    | -    | 2    | -    | -    |
| Total                | Total                            | Total       | 13   | 11   | 11   | 11   | 11   | 11   | 11   | 11   | 11   | 10   |